# Rhenoy
Rhenoy is een dorp in de gemeente West Betuwe in de Nederlandse provincie Gelderland. Het ligt aan de Linge tussen Geldermalsen en Leerdam. Het dorp heeft ruim 910 inwoners op 1 januari 2023.
Rnenoy is te bereiken via de Provinciale weg N327.
De naam van het dorp is waarschijnlijk een samenstelling van de woorden rin ('waterloop') en ooi ('land aan een waterloop').

## Geschiedenis
Rhenoy is ontstaan uit huizen die rond de Linge werden gebouwd en wordt voor het eerst genoemd in de stichtingsoorkonde van de abdij Marienweerd in het jaar 1129. In 1395 wordt de kerk van Rhenoy genoemd in de rekeningen van de Utrechtse domkerk.
Rhenoy was samen met Beesd vele jaren verenigd in het Ambt van Beesd en Rhenoy. Een uitgebreid archief daarvan (periode 1539-1811) is te vinden in het Rijksarchief in Arnhem.
In 1265 deed ridder Rudolf Cocq afstand van 'die borch tot Renoy' en droeg zijn bezittingen over aan graaf Otto van Gelre. Het kasteel en het dorp waren in de 16e eeuw nog onderdeel van een geschil tussen hertog Karel van Gelre en koning Karel V.

## Dorpshuis
Aan de rand van Rhenoy staat het dorpshuis 'De Betuwe Poort'. Deze naam is bedacht vanwege het feit dat het aan de 'ingang' van de Betuwe staat. In de voormalige gemeente Geldermalsen was dit het enige dorpshuis dat volledig eigendom was van een stichting. Deze stichting, St. Opwaarts genaamd, is opgericht in 1981 en bouwde met veel steun van dorpsgenoten in 1990 het nieuwe dorpshuis. Voor die tijd werd het gebouw 'St. Opwaarts' naast de Hervormde Kerk aan de dorpsstraat beheerd, dat noodgedwongen vervangen moest worden door het huidige dorpshuis.

## Sport

### Voetbal
In 1947 is in Rhenoy de voetbalclub VIOS opgericht. VIOS staat voor Vooruitgang Is Ons Streven en deze vereniging is later gefuseerd met Lingeboys. Lingeboys was ontstaan door het samengaan van de verenigingen R.S.V. (Rumpt), S.N.C. (Enspijk) en N.E.P. (Deil). De fusie tussen VIOS en Lingeboys vond plaats in 1969 en de fusieclub kreeg de naam Rhelico. Voetbalvereniging Rhelico heeft haar thuisbasis in het naburige dorp Rumpt. Rhelico is opgebouwd uit Rhe van Rhenoy, Li van Lingeboys en Co van Combinatie. Rhelico heeft in haar geschiedenis een international voortgebracht. Erik Pieters begon in de jaren 90 zijn voetbalcarrière bij deze voetbalvereniging.

### Wielrennen
De Stichting Wielerronde van Rhenoy organiseert elk jaar meerdere wielerevenementen. Op de laatste zaterdag in mei wordt de wielerronde van Rhenoy verreden. Hieraan nemen elk jaar vele (inter)nationale bekende wielrenners deel. De Wielerronde wordt op de laatste dag van de jaarlijkse Rhenoyse feestweek verreden en deze week wordt zaterdag 's avonds afgesloten met een groots feest.
Sinds 1994 organiseert het bestuur van de Stichting Wielerronde Rhenoy op de 3e zondag in januari de veldtoertocht “De Tocht der Tochten”. Dorpshuis De Betuwepoort is het startpunt. De tocht voert over dijken en boerenerven, door weilanden, grienden en het landgoed Mariënwaert.
In de jaren 1995, 2000 en 2005 was Rhenoy de finishplaats voor een etappe in Olympia's Tour. De winnaars waren respectievelijk Allard Engels, Wilco Zuijderwijk en Marvin van der Pluijm.

## Verenigingen
- Wagensveld Hengelsport
- One Events

## Scholen
- Openbare basisschool De Bloeiende Betuwe

## Bus
De volgende buslijnen rijden door het dorp: 
• Lijn 260: Geldermalsen - Leerdam
• Lijn 650: Leerdam - Culemborg

## Trivia
Rhenoy staat al jaren bekend om het ooievaarsnest dat in het midden van het dorp gelegen is. Elk jaar keren enkele ooievaars terug op dit nest.